# Кук, Фред
Фредерик Джозеф Кук (англ. Frederick Joseph Cook; 18 сентября 1903, Кингстон — 19 марта 1988, Кингстон)  — канадский хоккеист и тренер; в качестве игрока двукратный обладатель Кубка Стэнли в составе «Нью-Йорк Рейнджерс» (1928, 1933). Младший брат хоккеиста Билла Кука.
В качестве главного тренера «Провиденс Редс» и «Кливленд Баронз» семикратный обладатель Кубка Колдера, что является рекордом в истории АХЛ.

## Биография

### Игровая карьера
Начал хоккейную карьеру в «Су-Сент Мари Грейхаундс», с которой в 1924 году выиграл Кубок Аллана. По окончании сезон он перешёл в «Сасксатун Крессентс», где играл его старший брат Билл, с которым он также играл в сезоне 1925/26 за «Саскатун Шейкс».
По окончании сезона вместе с братом был выкуплен клубом НХЛ «Нью-Йорк Рейнджерс». В том же сезоне к братьям Кукам присоединился Фрэнк Буше, с которым была составлена результативная тройка «Линия хлеба». За 10 сезонов в составе «Рейнджерс» он был одним из лучших бомбардиров команды, в составе которой в 1928 и 1933 годах завоевал два Кубка Стэнли.
По окончании сезона 1935/36 перешёл в «Бостон Брюинз», в котором отыграл сезон, завершил игровую карьеру.

### Тренерская карьера
Завершив карьеру игрока, стал главным тренером клуба «Провиденс Редс», в котором он также был играющим тренером. Он тренировал «Редс» с 1937 по 1943 годы, выиграв с командой два Кубка Колдера в 1938 и 1940 годах.
С 1943 по 1956 годы был главным тренером «Кливленд Баронз», с которым выиграл пять Кубков Колдера, которые были завоёваны в 1945, 1948, 1951, 1953 и 1954 годах.
С 1960 по 1961 годы работал главным тренером «Кингстон Фронтенакс».

### Признание
В 1995 году стал членом Зала хоккейной славы.
В 2007 году вошёл в Зал славы Американской хоккейной лиги.

### Смерть
Скончался 19 марта 1988 года в Кингстоне в возрасте 84 лет.